# Hasculf Rögnvaldsson
Hasculf Rögnvaldsson también Ascall mac Ragnaill (m. 1171), apodado también Mac Torcaill (idioma irlandés:Asgall mac Torcáill) o Thorgillsson, tercer hijo del rey Thorkell, fue el último monarca vikingo del reino de Dublín. Según los historiadores, su fortaleza se emplazaba donde actualmente se encuentra el castillo de Dublín. Tras la invasión en 1171 de las fuerzas de Richard FitzGilbert de Clare, el reino de Hasculf fue conquistado por mercenarios cambro-normandos aliados del rey Dermot MacMurrough. Hasculf tuvo que refugiarse en los Highlands, donde organizó un ejército entre sus allegados. Cuando intentó reconquistar el reino por la fuerza, fue derrotado y muerto en el campo de batalla, según los anales irlandeses.
No obstante, los escritos de Giraldus Cambrensis, explican otra versión muy diferente considerada como una fantasía legendaria. Supuestamente capturado en las arenas de la bahía al intentar huir con su flota, Hasculf pagó una fortuna a cambio de su liberación. Sin embargo, antes de ser liberado, dijo a sus captores que sólo habían visto una pequeña muestra de su poder y que iba a regresar con un ejército aún más poderoso. Los normandos respondieron a la amenaza cobrando el rescate y decapitando al destronado rey en la plaza central de la ciudad.
Aunque a efectos históricos la hegemonía vikinga finalizó en 1066 con la batalla de Stamford Bridge, con la caída de Hasculf se abrió un nuevo capítulo de la Edad Media y finaliza definitivamente la Era vikinga en Irlanda .